# Shira Gorshman
Shira Gorshman (Krakes, Lituania, 10 de abril de 1906 – Ascalón, 4 de abril de 2001) fue una escritora y biógrafa en yidis de origen judío.
Nació en el seno de una familia extremadamente pobre y comenzó a trabajar de muy pequeña. Consiguió tener una educación básica y era políglota. Fue autosuficiente con 14 años y tuvo a su primera hija con 16. De muy joven se mudó a Kaunas, donde participó en varias organizaciones sionistas. En 1924 se mudó a Palestina, donde ejerció una labor importante en una comuna llamada Gdud ha-Avodah, una organización efímera de izquierda sionista intentó reclutar gente en las colonias judías incipientes en Palestina. En Gdud ha-Avodah, los comuneros vivían y trabajaban juntos, reembolsando todos sus gastos a un fondo común, mientras proyectaban infraestrusturas de mayor envergadura como una carretera. 
En 1928, con otros miembros de este grupo, Gorshman regresó a la Unión Soviética para trabajar en otra utópica comuna, esta vez una colonia agrícola en Crimea como describe en una de sus últimas memorias, In di shpurn fun gdud ha-avodah (Tras los pasos de Gdud ha-Avodah), de 1998, versada en ambas experiencias comunales.
En Crimea, conoció al pintor Mendl Gorshman, con quien se mudó a Moscú, donde vivió varios años y comenzó su carrera como escritora en varias publicaciones en yidis y numerosas antologías con gran acogida por parte de la crítica. Se mudó a Israel en 1990, donde continuó escribiendo. Falleció en Ascalón en 2001.

## Obra
- Der koyekh fun lebn (El poder de la vida)
- 33 noveln (33 novelas)
- Lebn un likht (Vida y luz)
- Yontef in mitn vokh (Vacaciones en mitad de la semana)
- Oysdoyer (Resistance)
- Khanes shof un rinder (Las ovejas y las vacas de Khana)
- Ikh hob lib arumforn (Me encanta vagar)
- Vi tsum ershtn mol (Como la primera vez)
- On a gal (Sin malicia)
- In di shpurn fun gdud ha-avodah(Tras los pasos de Gdud ha-Avodah)